# Uhrencup 2010
Uhrencup 2010 a fost a 49-a ediție a Uhrencup. A fost câștigată de VfB Stuttgart.

## Semifinale
|                | Scorul |                     |
| -------------- | ------ | ------------------- |
| BSC Young Boys | 1-0    | Deportivo La Coruña |
| VfB Stuttgart  | 2-1    | FC Twente           |

|                     | Scorul        |           |
| ------------------- | ------------- | --------- |
| Deportivo La Coruña | 1-1 (4-5 pen) | FC Twente |

|                | Scorul |               |
| -------------- | ------ | ------------- |
| BSC Young Boys | 1-2    | VfB Stuttgart |

| Poz | Clubul              | Țara          |
| --- | ------------------- | ------------- |
| 1   | VfB Stuttgart       | Germania      |
| 2   | BSC Young Boys      | Elveția       |
| 3   | FC Twente           | Țările de Jos |
| 4   | Deportivo La Coruña | Spania        |

|                | Scorul |               |
| -------------- | ------ | ------------- |
| BSC Young Boys | 1-2    | VfB Stuttgart |

| Poz | Clubul              | Țara          |
| --- | ------------------- | ------------- |
| 1   | VfB Stuttgart       | Germania      |
| 2   | BSC Young Boys      | Elveția       |
| 3   | FC Twente           | Țările de Jos |
| 4   | Deportivo La Coruña | Spania        |

|                     | Scorul        |           |
| ------------------- | ------------- | --------- |
| Deportivo La Coruña | 1-1 (4-5 pen) | FC Twente |

|                | Scorul |               |
| -------------- | ------ | ------------- |
| BSC Young Boys | 1-2    | VfB Stuttgart |

| Poz | Clubul              | Țara          |
| --- | ------------------- | ------------- |
| 1   | VfB Stuttgart       | Germania      |
| 2   | BSC Young Boys      | Elveția       |
| 3   | FC Twente           | Țările de Jos |
| 4   | Deportivo La Coruña | Spania        |

|                | Scorul |               |
| -------------- | ------ | ------------- |
| BSC Young Boys | 1-2    | VfB Stuttgart |

| Poz | Clubul              | Țara          |
| --- | ------------------- | ------------- |
| 1   | VfB Stuttgart       | Germania      |
| 2   | BSC Young Boys      | Elveția       |
| 3   | FC Twente           | Țările de Jos |
| 4   | Deportivo La Coruña | Spania        |